# Bandastrild
Die Bandastrild (Amadina fasciata), auch Bandamadine oder Bandfink genannt, ist eine Prachtfinkenart und gehört innerhalb dieser Familie zu den Arten, die ihr Verbreitungsgebiet in Afrika haben. Sie kommt von Senegal bis ins östliche Äthiopien und Somalia, sowie südlich bis ins nördliche Mosambik, Simbabwe und Botswana vor. 

## Beschreibung
Bandastrilden erreichen eine Körperlänge bis zu 12 Zentimeter. Die Körperfiederung ist bräunlich, die Weibchen sind etwas heller gefärbt als die Männchen und ihnen fehlt der kastanienbraune Bauchfleck, der für die Männchen typisch ist. Diese haben außerdem ein rotes Kehlband. Bei beiden Geschlechtern sind die Kopfseiten fein dunkel quer gebändert und die Kehle ist weißlich oder quer gebändert. Jungvögel ähneln den Weibchen, bei jungen Männchen ist das rote Halsband und der kastanienbraune Bauchfleck meistens andeutungsweise bereits vorhanden.
Das Gefieder zeigt eine starke individuelle Variabilität, sodass für diese Art zahlreiche Unterarten beschrieben worden sind. Heute werden in der Regel nur noch vier Unterarten anerkannt. Unter den als Ziervogel gehaltenen Varietäten sind verschiedene Farbschläge erhältlich. Unter den als Käfigvögeln gehaltenen Individuen kommen zuweilen sehr dunkle Variationen vor, die irrtümlich für eine besondere Art gehalten werden und Amadina marginalis genannt werden.
Die Stimme ist sperlingsartig, der Gesang der Vögel ist schnurrend oder brummend.

## Lebensweise
Bandastrilden bewohnen trockene Akaziensavannen, dringen allerdings nicht so weit in halbwüstenartige Regionen vor, wie die zur selben Gattung zählenden Rotkopfamadinen. Sie haben sich auch menschlichen Siedlungsraum erschlossen und sind in der Nähe von Dörfern und am Rand von Kulturland zu beobachten. 

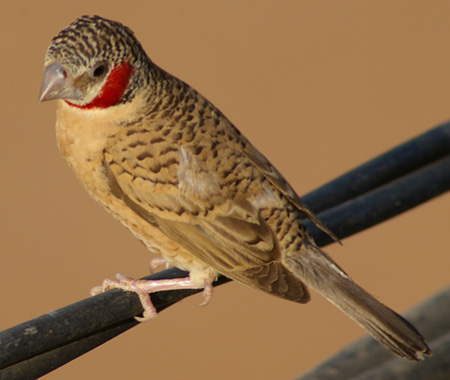
Bandastrild, Männchen

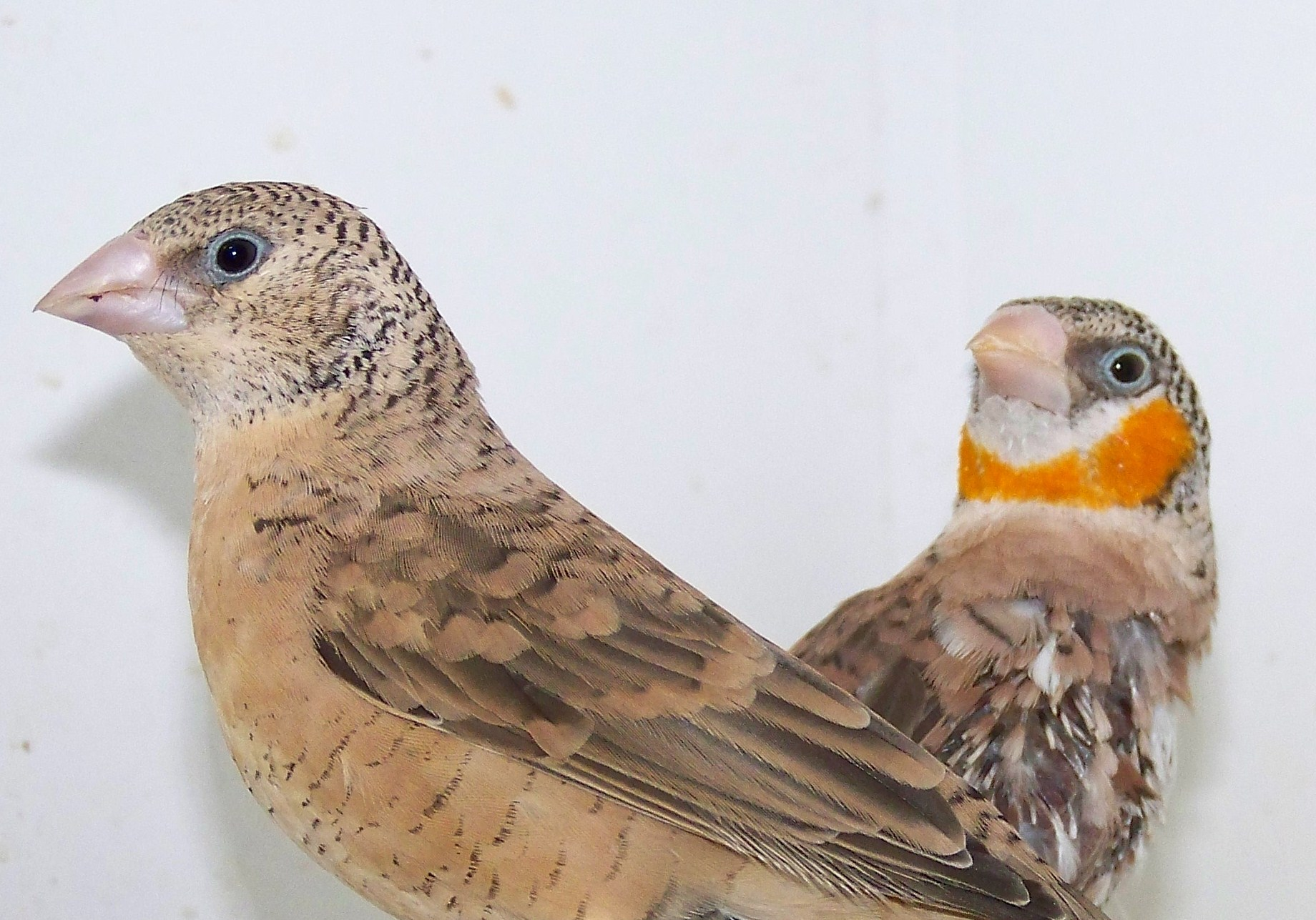
Bandamadinen, vorne das Weibchen

Bandamadinen brüten am Ende der Regenzeit oder in der Trockenzeit. Die Brutzeit variiert dabei in Abhängigkeit von der geografischen Lage des Vorkommens. Bandamadinen sind Halbhöhlenbrüter. Das Weibchen legt zwischen 4 und 6 Eier, die Brutdauer beträgt 12 bis 14 Tage. Im Gegensatz zu den meisten anderen Prachtfinken halten die Jungvögel der Bandfinken ihr Nest sauber, indem sie ihren Kot aus der Nestöffnung herausspritzen und nicht im Nest absetzen. Während der Brutzeit leben sie paarweise und bilden danach kleine oder größere Schwärme. In Regionen, in denen Bandastrilden häufig sind, können bis zu 1.000 Individuen in einem Schwarm beobachtet werden.

## Haltung als Ziervogel
Bandastrilden sind vermutlich die erste Prachtfinkenart und eine der ersten exotischen Vogelarten überhaupt, die zu Handelszwecken nach Europa eingeführt wurden. Sie wurden vermutlich schon im 17., mit Sicherheit jedoch im 18. Jahrhundert gehalten. Seit Mitte des 19. Jahrhunderts werden sie – von den Unterbrechungen während der beiden Weltkriege abgesehen – regelmäßig im Handel angeboten und zählen immer noch zu den am häufigsten importierten Prachtfinkenarten. 
Bandastrilden benötigen für ihr Wohlbefinden große Käfige oder besser noch Volieren. Im Sommer können sie auch im Freien gehalten werden, im Herbst müssen sie aber wieder in einen beheizten Raum gebracht werden, da sie nicht unterhalb von 10 °C gesund gehalten werden können. Gefüttert werden sie mit Sämereien wie Kolbenhirse, Keimfutter und Samen von Gräsern und Wildkräutern. Auch Grünfutter wie Vogelmiere und Löwenzahn wird gerne genommen.